# Lijst van gemeentelijke monumenten in Utrecht-Zuid
De wijk Zuid in Utrecht kent totaal 94 gemeentelijke monumenten beschreven in 93 regels (monumentnummers), in verschillende buurten. Zie hieronder een overzicht.

## Blokkenbuurt
De Bokkenbuurt één gemeentelijke monument:
| Object                                       | Bouwjaar     | Architect | Locatie                                            | Coördinaten                 | Nr.       | Afbeelding  |
| -------------------------------------------- | ------------ | --------- | -------------------------------------------------- | --------------------------- | --------- | ----------- |
| Monument voor de Binnenlandse Strijdkrachten | 1946 (circa) |           | Maansteenweg 1; op de Derde Algemene Begraafplaats | 52° 4' 20" NB, 5° 7' 58" OL | 0344/1667 | Upload foto |

## Lunetten
De subwijk Lunetten kent één gemeentelijke monument:
| Object                      | Bouwjaar | Architect                                  | Locatie     | Coördinaten                | Nr.       | Afbeelding  |
| --------------------------- | -------- | ------------------------------------------ | ----------- | -------------------------- | --------- | ----------- |
| Buurt- en cultureel centrum | 1984     | Peter Strijker (bureau Knoop en Nieuwveld) | Hondsrug 19 | 52° 3' 51" NB, 5° 8' 9" OL | 0344/1766 | Upload foto |

## Nieuw Hoograven Noord
De buurt Nieuw Hoograven Noord kent de volgende 14 gemeentelijke monumenten:
| Object                                       | Bouwjaar | Architect                                           | Locatie                                     | Coördinaten | Nr.       | Afbeelding  |
| -------------------------------------------- | -------- | --------------------------------------------------- | ------------------------------------------- | ----------- | --------- | ----------- |
| 't Goybrug                                   | 1955     | Dienst Openbare Werken                              | 't Goylaan (ongenummerd)                    |             | 0344/1705 | Upload foto |
| Detmoldbrug                                  | 1955     | Dienst Openbare Werken                              | Detmoldstraat (ongenummerd)                 |             | 0344/1576 | Upload foto |
| Appartementengebouw; complex Ridderplantsoen | 1955     | C.M. van der Stad (stedenbouwkundige opzet)         | Detmoldstraat 74 t/m 84-3                   |             | 0344/1619 | Upload foto |
| Appartementengebouw; complex Ridderplantsoen | 1955     | C.M. van der Stad (stedenbouwkundige opzet)         | Detmoldstraat 86 t/m 92-3                   |             | 0344/1620 | Upload foto |
| Appartementengebouw; complex Ridderplantsoen | 1955     | C.M. van der Stad (stedenbouwkundige opzet)         | Huis ten Boschlaan 1 t/m 5-3                |             | 0344/1633 | Upload foto |
| Appartementengebouw; complex Ridderplantsoen | 1955     | C.M. van der Stad (stedenbouwkundige opzet)         | Huis ten Boschlaan 7 t/m 11-3               |             | 0344/1634 | Upload foto |
| J.B. Kerk                                    | 1989     | Architectenbureau Snelder (project architect Stohr) | Oranje Nassaulaan 2, Plettenburgplantsoen 2 |             | 0344/1634 | Upload foto |
| Appartementengebouw; complex Ridderplantsoen | 1955     | C.M. van der Stad (stedenbouwkundige opzet)         | Ridderlaan 25 t/m 35-3                      |             | 0344/1682 | Upload foto |
| Appartementengebouw; complex Ridderplantsoen | 1955     | C.M. van der Stad (stedenbouwkundige opzet)         | Ridderlaan 37 t/m 43-3                      |             | 0344/1683 | Upload foto |
| Appartementengebouw; complex Ridderplantsoen | 1955     | C.M. van der Stad (stedenbouwkundige opzet)         | Ridderplantsoen 7 t/m 15-2                  |             | 0344/1684 | Upload foto |
| Appartementengebouw; complex Ridderplantsoen | 1955     | C.M. van der Stad (stedenbouwkundige opzet)         | Ridderplantsoen 16 t/m 24-2                 |             | 0344/1685 | Upload foto |
| Rijnhuizenbrug                               | 1955     | Dienst Openbare Werken                              | Rijnhuizenlaan (ongenummerd)                |             | 0344/1691 | Upload foto |
| Appartementengebouw; complex Ridderplantsoen | 1955     | C.M. van der Stad (stedenbouwkundige opzet)         | Ruygenhoeklaan 1 t/m 15A                    |             | 0344/1702 | Upload foto |
| Appartementengebouw; complex Ridderplantsoen | 1955     | C.M. van der Stad (stedenbouwkundige opzet)         | Ruygenhoeklaan 2 t/m 16-3                   |             | 0344/1703 | Upload foto |

## Nieuw Hoograven Zuid
De buurt Nieuw Hoograven Zuid kent de volgende 33 gemeentelijke monumenten
| Object                                                                                | Bouwjaar                 | Architect                | Locatie                                         | Coördinaten                 | Nr.       | Afbeelding  |
| ------------------------------------------------------------------------------------- | ------------------------ | ------------------------ | ----------------------------------------------- | --------------------------- | --------- | ----------- |
| Restant van een ringoven van het type vlamoven, onderdeel steenfabriek 'De Liesbosch' | 1918-1937 (vermoedelijk) |                          | Abraham Keerstraat 32                           | 52° 3' 39" NB, 5° 6' 46" OL | 0344/1551 | Upload foto |
| Appartementencomplex uit de wederopbouw; Complex Rijnesteinhof                        | 1953                     | Gerrit Rietveld          | Duurstedelaan 62 t/m 124                        |                             | 0344/1647 | Upload foto |
| Appartementencomplex uit de wederopbouw; Complex Rijnesteinhof                        | 1953                     | Gerrit Rietveld          | Duurstedelaan 126 t/m 156                       |                             | 0344/1648 | Upload foto |
| Appartementencomplex uit de wederopbouw; Complex Rijnesteinhof                        | 1953                     | Gerrit Rietveld          | IJsselsteinlaan 1 t/m 15-3                      |                             | 0344/1635 | Upload foto |
| Appartementencomplex uit de wederopbouw; Complex Tjepmahof                            | 1953                     | Gerrit Rietveld          | IJsselsteinlaan 2 t/m 16-3                      |                             | 0344/1636 | Upload foto |
| Appartementencomplex uit de wederopbouw; Complex Rijnesteinhof                        | 1953                     | Gerrit Rietveld          | IJsselsteinlaan 17 t/m 23-3                     |                             | 0344/1637 | Upload foto |
| Appartementencomplex uit de wederopbouw; Complex Tjepmahof                            | 1953                     | Gerrit Rietveld          | IJsselsteinlaan 18 t/m 24-3                     |                             | 0344/1638 | Upload foto |
| Appartementencomplex uit de wederopbouw; Complex Rijnesteinhof                        | 1953                     | Gerrit Rietveld          | Kastelenplantsoen 18 t/m 26, Duurstedelaan 158  |                             | 0344/1622 | Upload foto |
| Appartementencomplex uit de wederopbouw; Complex Rijnesteinhof                        | 1953                     | Gerrit Rietveld          | Kastelenplantsoen 28 t/m 36, IJsselsteinlaan 25 |                             | 0344/1639 | Upload foto |
| Appartementencomplex uit de wederopbouw; Complex Tjepmahof                            | 1953                     | Gerrit Rietveld          | Kastelenplantsoen 42 t/m 50, IJsselsteinlaan 26 |                             | 0344/1640 | Upload foto |
| Appartementencomplex uit de wederopbouw; Complex Tjepmahof                            | 1953                     | Gerrit Rietveld          | Kastelenplantsoen 52 t/m 60, Nijeveldsingel 41  |                             | 0344/1644 | Upload foto |
| Linschotenbrug                                                                        | 1954                     | Dienst Openbare Werken   | Linschotensingel / Rijnenburglaan               | 52° 3' 46" NB, 5° 7' 19" OL | 0344/1661 | Upload foto |
| Appartementencomplex uit de wederopbouw; Complex Rijnesteinhof                        | 1953                     | Gerrit Rietveld          | Montfoortlaan 1 t/m 7-3                         |                             | 0344/1663 | Upload foto |
| Appartementencomplex uit de wederopbouw; Complex Rijnesteinhof                        | 1953                     | Gerrit Rietveld          | Montfoortlaan 9 t/m 15-3                        |                             | 0344/1664 | Upload foto |
| Appartementencomplex uit de wederopbouw; Complex Tjepmahof                            | 1953                     | Gerrit Rietveld          | Montfoortlaan 17 t/m 23-3                       |                             | 0344/1665 | Upload foto |
| Appartementencomplex uit de wederopbouw; Complex Tjepmahof                            | 1953                     | Gerrit Rietveld          | Montfoortlaan 25 t/m 31-3                       |                             | 0344/1666 | Upload foto |
| Appartementencomplex uit de wederopbouw; Complex Tjepmahof                            | 1953                     | Gerrit Rietveld          | Nijeveldsingel 29 t/m 36-3                      |                             | 0344/1671 | Upload foto |
| Appartementencomplex uit de wederopbouw; Complex Tjepmahof                            | 1953                     | Gerrit Rietveld          | Nijeveldsingel 37 t/m 40-3                      |                             | 0344/1672 | Upload foto |
| In opdracht van de Gererformeerde Kerk Utrecht gebouwde kerk met wijkzaal             | 1959                     | Dingemans en Wouda       | 't Goylaan 129                                  | 52° 3' 53" NB, 5° 7' 29" OL | 0344/1513 | Upload foto |
| Nijeveldbrug                                                                          | 1954                     | Dienst Openbare Werken   | Nijeveldsingel (Rijnenburglaan / De Wierslaan   | 52° 3' 45" NB, 5° 7' 27" OL | 0344/1670 | Upload foto |
| Appartementencomplex uit de wederopbouw; Complex Rijnesteinhof                        | 1953                     | Gerrit Rietveld          | Rijnestijnhof 1 t/m 3-2                         |                             | 0344/1686 | Upload foto |
| Appartementencomplex uit de wederopbouw; Complex Rijnesteinhof                        | 1953                     | Gerrit Rietveld          | Rijnestijnhof 4 t/m 6-2                         |                             | 0344/1687 | Upload foto |
| Appartementencomplex uit de wederopbouw; Complex Rijnesteinhof                        | 1953                     | Gerrit Rietveld          | Rijnestijnhof 7 t/m 9-2                         |                             | 0344/1688 | Upload foto |
| Appartementencomplex uit de wederopbouw; Complex Rijnesteinhof                        | 1953                     | Gerrit Rietveld          | Rijnestijnhof 10 t/m 12-2                       |                             | 0344/1680 | Upload foto |
| Appartementencomplex uit de wederopbouw; Complex Rijnesteinhof                        | 1953                     | Gerrit Rietveld          | Rijnestijnhof 11 t/m 15-2                       |                             | 0344/1689 | Upload foto |
| Appartementencomplex uit de wederopbouw; Complex Rijnesteinhof                        | 1953                     | Gerrit Rietveld          | Rijnestijnhof 16 t/m 18-2                       |                             | 0344/1690 | Upload foto |
| Appartementencomplex uit de wederopbouw; Complex Tjepmahof                            | 1953                     | Gerrit Rietveld          | Tjepmahof1 t/m 3-2                              |                             | 0344/1587 | Upload foto |
| Appartementencomplex uit de wederopbouw; Complex Tjepmahof                            | 1953                     | Gerrit Rietveld          | Tjepmahof4 t/m 6-2                              |                             | 0344/1586 | Upload foto |
| Appartementencomplex uit de wederopbouw; Complex Tjepmahof                            | 1953                     | Gerrit Rietveld          | Tjepmahof7 t/m 9-2                              |                             | 0344/1588 | Upload foto |
| Appartementencomplex uit de wederopbouw; Complex Tjepmahof                            | 1953                     | Gerrit Rietveld          | Tjepmahof10 t/m 12-2                            |                             | 0344/1589 | Upload foto |
| Appartementencomplex uit de wederopbouw; Complex Tjepmahof                            | 1953                     | Gerrit Rietveld          | Tjepmahof11 t/m 15-2                            |                             | 0344/1590 | Upload foto |
| Appartementencomplex uit de wederopbouw; Complex Tjepmahof                            | 1953                     | Gerrit Rietveld          | Tjepmahof16 t/m 18-2                            |                             | 0344/1591 | Upload foto |
| Zaalkerk, Marcuskerk                                                                  | 1958                     | Ir J.B. Baron van Asbeck | Wijnesteinlaan 2-4                              | 52° 3' 53" NB, 5° 7' 18" OL | 0344/1402 | Upload foto |

## Oud Hoograven Noord
De buurt Oud Hoograven Noord kent de volgende 2 gemeentelijke monumenten:
| Object                                              | Bouwjaar     | Architect | Locatie               | Coördinaten                | Nr.       | Afbeelding  |
| --------------------------------------------------- | ------------ | --------- | --------------------- | -------------------------- | --------- | ----------- |
| Vrijstaand woonhuis in neo-renaissancistische stijl | 1890 (circa) |           | Abraham Keerstraat 32 | 52° 4' 12" NB, 5° 7' 4" OL | 0344/1399 | Upload foto |
| Vrijstaand woonhuis in neo-renaissancistische stijl | 1890 (circa) |           | Abraham Keerstraat 36 | 52° 4' 13" NB, 5° 7' 5" OL | 0344/1400 | Upload foto |

## Rotsoord, Tolsteeg
De buurt Rotsoord, Tolsteeg kent de volgende 28 gemeentelijke monumenten beschreven in 27 regels (monumentnummers):
| Object | Bouwjaar                    | Architect                             | Locatie                                       | Coördinaten | Nr.       | Afbeelding  |
| --- | --------------------------- | ------------------------------------- | --------------------------------------------- | ----------- | --------- | ----------- |
| Machinefabriek De Klop voor de fabrikant W.H. Verloop; machinehal en woning | 1913                        |                                       | Diamantweg 2, 1002T, toenmalig Hoogravenseweg |             | 0344/1398 | Upload foto |
| Fabriekshal, vermoedelijk opslaghal steenfabriek of bouwmaterialenhandel | Derde kwart van de 19e-eeuw |                                       | Heuveloord 17                                 |             | 0344/1524 | Upload foto |
| Watertoren in neorenaissance-stijl en bakstenen kademuur | 1905                        | NV Utrechtse Waterleiding-aatschappij | Heuveloord 25A t/m 25L, 1001N en 1001T        |             | 0344/1397 | Upload foto |
| Woonhuis met werkplaats in neoclassicistische stijl | Derde kwart van de 19e-eeuw |                                       | Heuveloord 27 t/m 27-2                        |             | 0344/1525 | Upload foto |
| Appartementencomplex uit de wederopbouw; Complex Robijnhof | 1953                        | Gerrit Rietveld                       | Kornalijnlaan 1 t/m 7-3                       |             | 0344/1645 | Upload foto |
| Appartementencomplex uit de wederopbouw; Complex Robijnhof | 1953                        | Gerrit Rietveld                       | Kornalijnlaan 11 t/m 17-3                     |             | 0344/1646 | Upload foto |
| Appartementencomplex uit de wederopbouw; Complex Robijnhof | 1953                        | Gerrit Rietveld                       | Opaalweg 17 t/m 39-3                          |             | 0344/1673 | Upload foto |
| Appartementencomplex uit de wederopbouw; Complex Robijnhof | 1953                        | Gerrit Rietveld                       | Robijnhof 1 t/m 3-2                           |             | 0344/1692 | Upload foto |
| Appartementencomplex uit de wederopbouw; Complex Robijnhof | 1953                        | Gerrit Rietveld                       | Robijnhof 4 t/m 6-2                           |             | 0344/1693 | Upload foto |
| Appartementencomplex uit de wederopbouw; Complex Robijnhof | 1953                        | Gerrit Rietveld                       | Robijnhof 7 t/m 9-2                           |             | 0344/1694 | Upload foto |
| Appartementencomplex uit de wederopbouw; Complex Robijnhof | 1953                        | Gerrit Rietveld                       | Robijnhof 10 t/m 12-2                         |             | 0344/1695 | Upload foto |
| Appartementencomplex uit de wederopbouw; Complex Robijnhof | 1953                        | Gerrit Rietveld                       | Robijnhof 13 t/m 15-2                         |             | 0344/1696 | Upload foto |
| Appartementencomplex uit de wederopbouw; Complex Robijnhof | 1953                        | Gerrit Rietveld                       | Robijnhof 16 t/m 18-2                         |             | 0344/1697 | Upload foto |
| Appartementencomplex uit de wederopbouw; Complex Robijnhof | 1953                        | Gerrit Rietveld                       | Robijnlaan 2 t/m 10 en Topaaslaan 42          |             | 0344/1698 | Upload foto |
| Appartementencomplex uit de wederopbouw; Complex Robijnhof | 1953                        | Gerrit Rietveld                       | Robijnlaan 16 t/m 24 en Opaalweg 41           |             | 0344/1699 | Upload foto |
| Appartementencomplex uit de wederopbouw; Complex Robijnhof | 1953                        | Gerrit Rietveld                       | Topaaslaan 18 t/m 40-3                        |             | 0344/1600 | Upload foto |
| Complex van productie- en montagehallen, tentoonstellingshallen, kantoorruimten, een ketelhuis met mottoren en een bedrijfswoning; oorspronkelijk gebouwd voor aardewerk- en tegelfabriek van J.M. Mijnlief | 1893 (hallen)               | W.J. Vogelpoel (hallen)               | Rotsoord 3 t/m 7B en 1001N                    |             | 0344/1523 | Upload foto |
| Pakhuis gebouwd voor veevoerhandel R. Giele & Co, genaamd Fouragehandel Rijnzicht | 1918                        |                                       | Rotsoord 13 t/m 17                            |             | 0344/1522 | Upload foto |
| Voormalige directeurswoning van wasserij Staatsen | 1905                        |                                       | Rotsoord 24                                   |             | 0344/1521 | Upload foto |
| Appartementengebouw; complex Tolsteegplantsoen met blok garageboxen | 1957                        | bouwondernemer Lisman                 | Tolsteegplantsoen 1 t/m 10G                   |             | 0344/1592 | Upload foto |
| Appartementengebouw; complex Tolsteegplantsoen met blok garageboxen | 1957                        | bouwondernemer Lisman                 | Tolsteegplantsoen 11 t/m 18G                  |             | 0344/1593 | Upload foto |
| Appartementengebouw; complex Tolsteegplantsoen met blok garageboxen | 1957                        | bouwondernemer Lisman                 | Tolsteegplantsoen 19 t/m 26G                  |             | 0344/1594 | Upload foto |
| Appartementengebouw; complex Tolsteegplantsoen met blok garageboxen | 1957                        | bouwondernemer Lisman                 | Tolsteegplantsoen 27 t/m 34G                  |             | 0344/1595 | Upload foto |
| Appartementengebouw; complex Tolsteegplantsoen | 1957                        | bouwondernemer Lisman                 | Tolsteegplantsoen 35 t/m 44A                  |             | 0344/1596 | Upload foto |
| Appartementengebouw; complex Tolsteegplantsoen | 1957                        | bouwondernemer Lisman                 | Tolsteegplantsoen 43 t/m 48B                  |             | 0344/1597 | Upload foto |
| Appartementengebouw; complex Tolsteegplantsoen | 1957                        | bouwondernemer Lisman                 | Tolsteegplantsoen 49 t/m 52B                  |             | 0344/1598 | Upload foto |
| Appartementengebouw; complex Tolsteegplantsoen | 1957                        | bouwondernemer Lisman                 | Tolsteegplantsoen 53 t/m 58B                  |             | 0344/1599 | Upload foto |